# Thaddeus von Nordenflicht

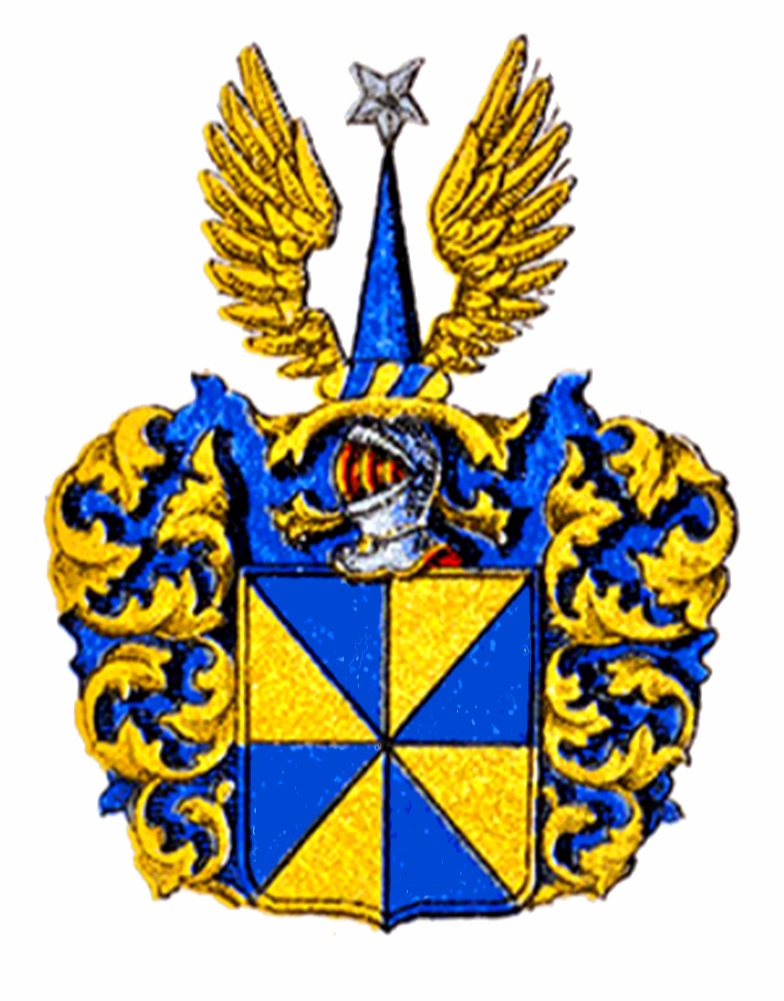
Escudo de armas de los de Nordenflycht.

Thaddeus von Nordenflicht (*1752 Jelgava, Curlandia y Semigalia - † 1815 Madrid, España) fue un noble barón sueco formado en Alemania. Actuó como consejero en asuntos de Minería para los reyes de Alemania, Polonia y España. 
En 1788, a pedido del Rey de España viajó hacia el Virreinato del Río de la Plata, al Virreinato del Perú y a la Audiencia de Charcas, juntamente con 14 expertos mineros alemanes, para ayudar en mejorar el sistema de procesamiento de plata de las minas de Potosí en la actual Bolivia. Entre otras minas, visitó también las de Huancavelica, Cerro de Pasco, Hualgayoc y Cajatambo, en el Perú.
En enero de 1789 el Barón von Nordenflicht visitó la Casa de la Moneda de Potosí a fin de organizar el trabajo de la misión técnica alemana. Nordenflicht descubrió que el personal que hasta ese momento trabajaba en la fabricación de las monedas de plata carecía de formación y de aptitudes para el trabajo minero. Además comprobó que los hornos eran demasiado grandes, lo cual implicaba más de 60 horas de fuego para empezar a procesar el mineral. Igualmente el Barón constató que el fuego utilizado no llegaba a purificar la plata como era necesario. 
Esta era la razón por la cual las monedas producidas en Potosí eran muy apetecidas en Europa, porque allí, de esas monedas, con un nuevo y mejor procesamiento se lograba plata de más alta calidad. Según Bernard Lavallé, "los expertos alemanes trabajaron a la vez en mejorar las obras de drenaje de los socavones y en montar todo lo necesario para el método que querían implantar. Consiguieron ahorros sustanciales en ciertos aspectos, pero...no dio resultados muy significativos en cuanto a mejorar el rendimiento de plata y el gasto de mercurio, cosas que descontentaron bastante a los mineros potosinos".
A causa de su fe protestante, Nordenflicht sufrió la requisa de sus libros así como de su Biblia, por parte del Tribunal del Santo Oficio(Santa Inquisición). La hostilidad contra el Barón se acrecentó cuando Nordenflicht denunció en sus informes la opresión y esclavitud en la que los criollos españoles mantenían a los indígenas en Charcas, razón por la cual éstos no tenían ningún ánimo de trabajar en la excavación y procesamiento del mineral del Cerro Rico de Potosí. El Barón von Nordenflicht permaneció en el territorio de Bolivia y Perú hasta 1810, y luego retornó a Madrid. Allí permaneció hasta su muerte en 1815.
Según el escritor Alberto Crespo (1978:90) "durante la guerra de la independencia de las colonias americanas, (Nordenflicht fue dramáticamente mencionado) cuando su hijo Pablo, capitán del regimiento "Centro", acusado de conspirar contra los realistas fue fusilado en Oruro por orden del teniente coronel Baldomero Espartero. Fue en 1820."
Literatura
- La América Española (1763-1898) Bernard Lavallé, Consuelo Naranjo, Antonio Santamaría. Editorial Síntesis, Madrid 2002.
- Alemanes en Bolivia. Alfredo Crespo R. Editorial los amigos del libro. La Paz 1978.

- Datos: Q100524